# ルチア・ヴァレンティーニ＝テッラーニ
ルチア・ヴァレンティーニ＝テッラーニ（Lucia Valentini-Terrani, 1946年8月29日 - 1998年6月11日）は、イタリア出身のメゾ・ソプラノ歌手。
パドヴァにルチア・ヴァレンティーニ(Lucia Valentini)として生まれる。地元の音楽院を経てヴェニスのベネデット・マルチェロ音楽院で声楽を学び、1969年にブレシアでジョアキーノ・ロッシーニの《チェネレントラ》の上演にアンジェリーナ役として出演して初舞台を踏んだ。1973年には同じ役でスカラ座に初出演し、その翌年にはロッシーニの《アルジェのイタリア女》のイザベラ役としてメトロポリタン歌劇場に初登場を果たした。以後、活躍の場を国際的に広げた。1973年にはイタリア人俳優のアルベルト・テッラーニと結婚している。
1996年に白血病の診断を受け、シアトルで治療に専念。
1998年、シアトルにて死去。